# Vương Xuân Đồng
Vương Xuân Đồng là Thiếu tướng Công an nhân dân Việt Nam. Ông từng giữ chức vụ Phó Chánh Thanh tra Bộ Công an (Việt Nam).

## Tiểu sử
Vương Xuân Đồng là đảng viên Đảng Cộng sản Việt Nam.
Từ tháng 9 năm 2010 đến tháng 5 năm 2011, Vương Xuân Đồng là Đại tá Công an nhân dân Việt Nam, giữ chức vụ Chánh Thanh tra Công an Hà Nội.
Sáng ngày 1 tháng 7 năm 2011, Vương Xuân Đồng được bổ nhiệm giữ chức vụ Phó Giám đốc Sở Cảnh sát Phòng cháy chữa cháy thành phố Hà Nội vừa mới thành lập.
Từ tháng 5 năm 2012 đến tháng 7 năm 2013, Vương Xuân Đồng là Đại tá, Phó Chánh Thanh tra Bộ Công an.
Từ tháng 5 năm 2015 đến tháng 10 năm 2018, Vương Xuân Đồng là Thiếu tướng Công an nhân dân Việt Nam, giữ chức vụ Phó Chánh Thanh tra Bộ Công an.
Tháng 6 năm 2015, Vương Xuân Đồng là Phó Bí thư Đảng ủy Đảng Cộng sản Việt Nam tại Thanh tra Bộ Công an.